# Pressió rere clatell
La pressió rere clatell o pressió d'espatlles és un exercici d'entrenament de la força de la part superior del cos que consisteix a aixecar un pes per sobre del cap. Es pot fer en posició dreta o asseguda.
Començant amb l'halter, les manuelles o els pesos russos a l'altura dels deltoides, hom aixeca el pes per damunt del cap. L'execució de l'exercici en posició dreta recluta més fibres musculars que en posició asseguda, puix que cal fer un major esforç d'equilibri per dur a terme la pressió.